# 莫羅佐維奇 (伊瓦尼奇區)
50°42′35″N 24°7′30″E / 50.70972°N 24.12500°E
莫羅佐維奇（烏克蘭語：Морозовичі），是烏克蘭的村落，位於該國西部沃倫州，由沃洛德米爾區負責管轄，始建於1575年，面積6.3平方公里，海拔高度212米，2001年人口929，人口密度每平方公里147.46人。